# Ficomila curtivena
Ficomila curtivena är en stekelart som beskrevs av Boucek 1981. Ficomila curtivena ingår i släktet Ficomila och familjen kragglanssteklar.
Artens utbredningsområde är:
- Namibia.
- Zimbabwe.

Inga underarter finns listade i Catalogue of Life.